# Église luthérienne de Gundershoffen
L'église luthérienne  se situe au 5 rue de la Paix, dans la circonscription administrative du Bas-Rhin de Gundershoffen, dans le nord de l'Alsace et, depuis le 1er janvier 2021, dans le territoire de la Collectivité européenne d'Alsace, en région Grand Est.

## Histoire
Ancienne paroisse passée à la réforme en 1570 aux comtes de Hanau-Lichtenberg qui y introduisent la Réforme luthérienne et y installent un pasteur en 1571. L'église de Gundershoffen sera soumise au simultanéum de 1715 à 1909, date de la construction de l'l'église catholique Saint-Jacques-le Majeur.
Destinée aux catholiques et aux protestants, elle a été construite en 1758. La date de construction figure sur la clef de la porte d'entrée cintrée de la nef.
Depuis la construction de l’église paroissiale Saint-Jacques-le-Majeur en 1908, seul le culte protestant y est célébré.
L'affaire du chœur de l'église en 1842. La coexistence confessionnelle en France et en Europe germanique et orientale avec le simultanéum a parfois posé momentanément des problèmes mais a aussi généré des solutions positives généralisées dans tout le pays. Tel a été le cas à Gundershoffen
,.
Le village de Griesbach a, lui, accepté la Réforme protestante en 1564. La communauté avait d'abord été une annexe de Mertzwiller. Depuis le 1er janvier 1973, Griesbach a le statut de commune associée, pour être rattachée à Gundershoffen. Le simultaneum, introduit en 1685, est toujours en vigueur dans l'église actuelle, dédiée à saint Vite et construite en 1761.
L’église ayant été très sérieusement endommagée durant la guerre 1939-1945, elle a fait l’objet d’une restauration, en partie avec des crédits de « dommages de guerre », à partir de 1956. Le dernier niveau du clocher est plus récent que l'édifice.
Les protestants étant minoritaires à Reichshoffen dépendront de l'église luthérienne de Gundershoffen jusqu'en 1962, année de création du temple protestant de Reichshoffen,.
Un nouveau coq a été installé en 2012 sur le clocher de l'église protestante.

## Architecture

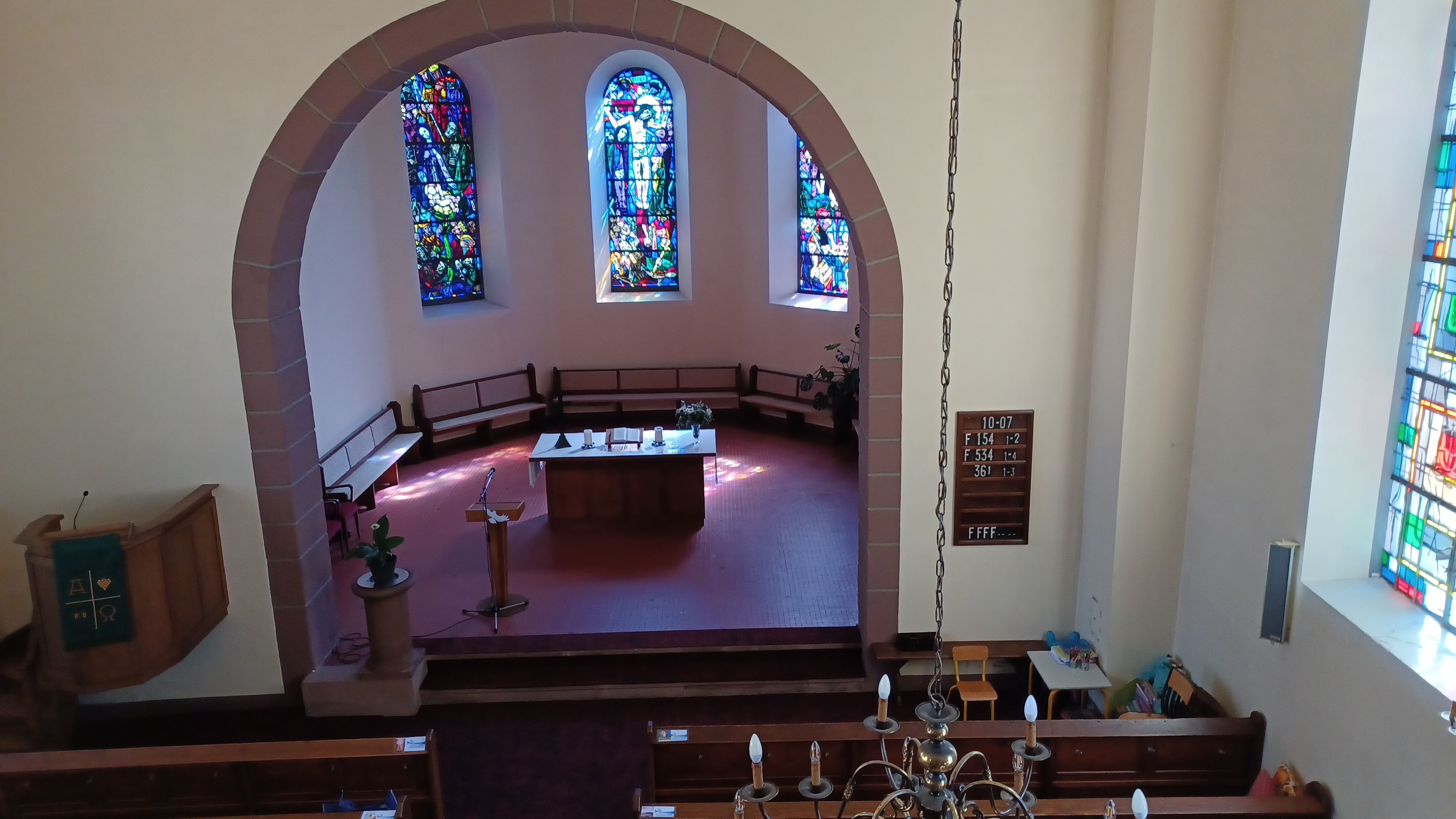
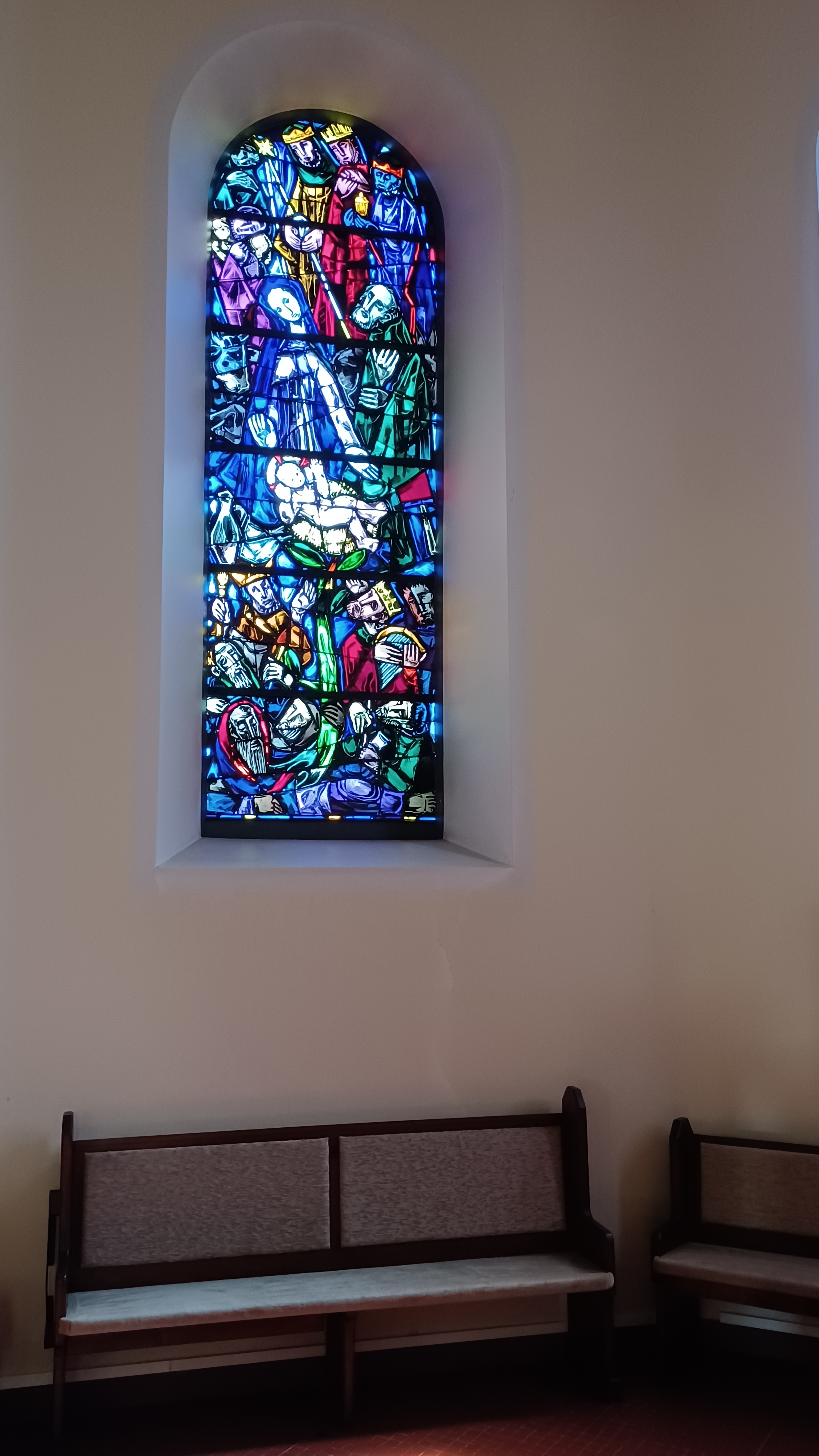
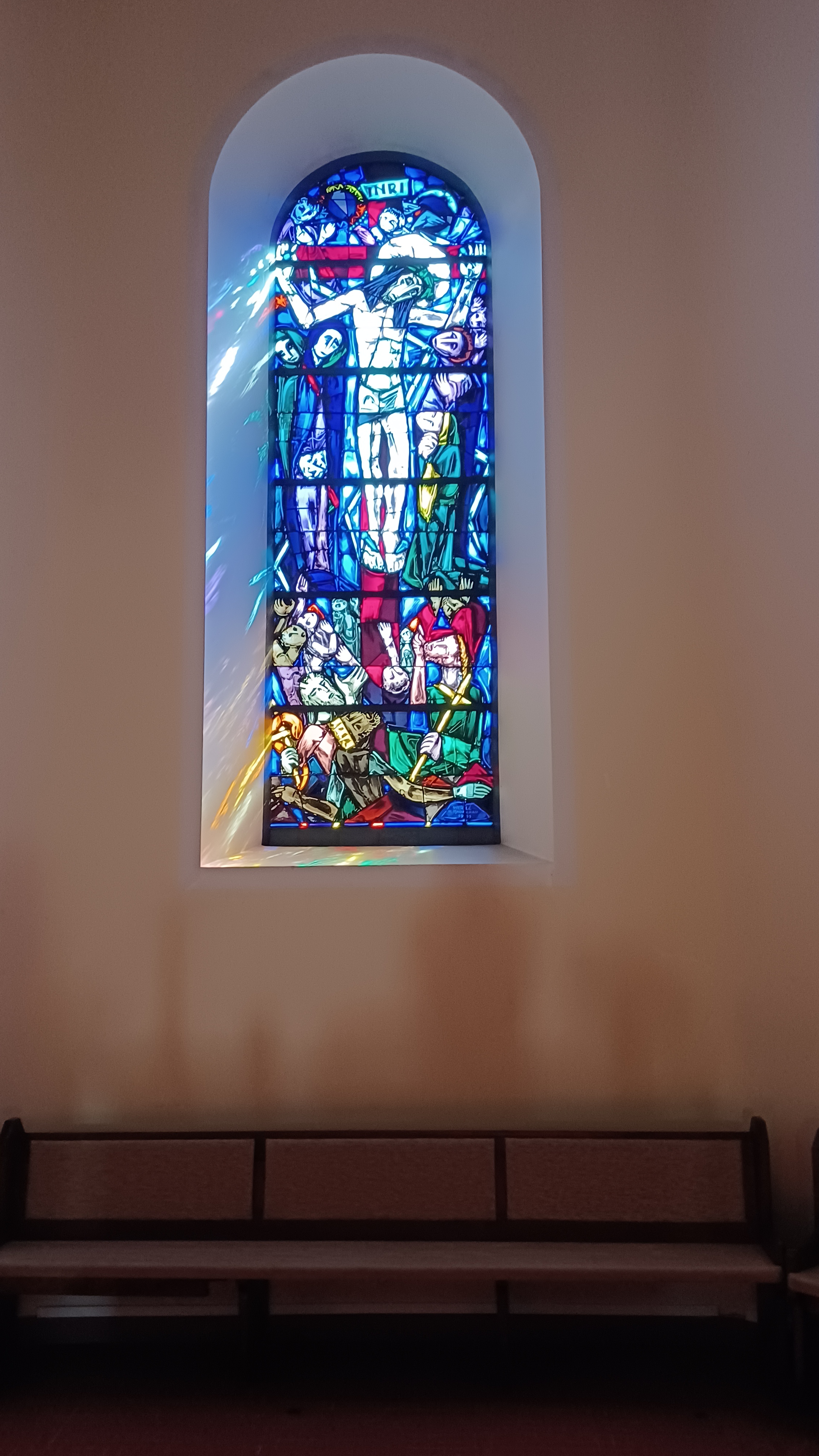
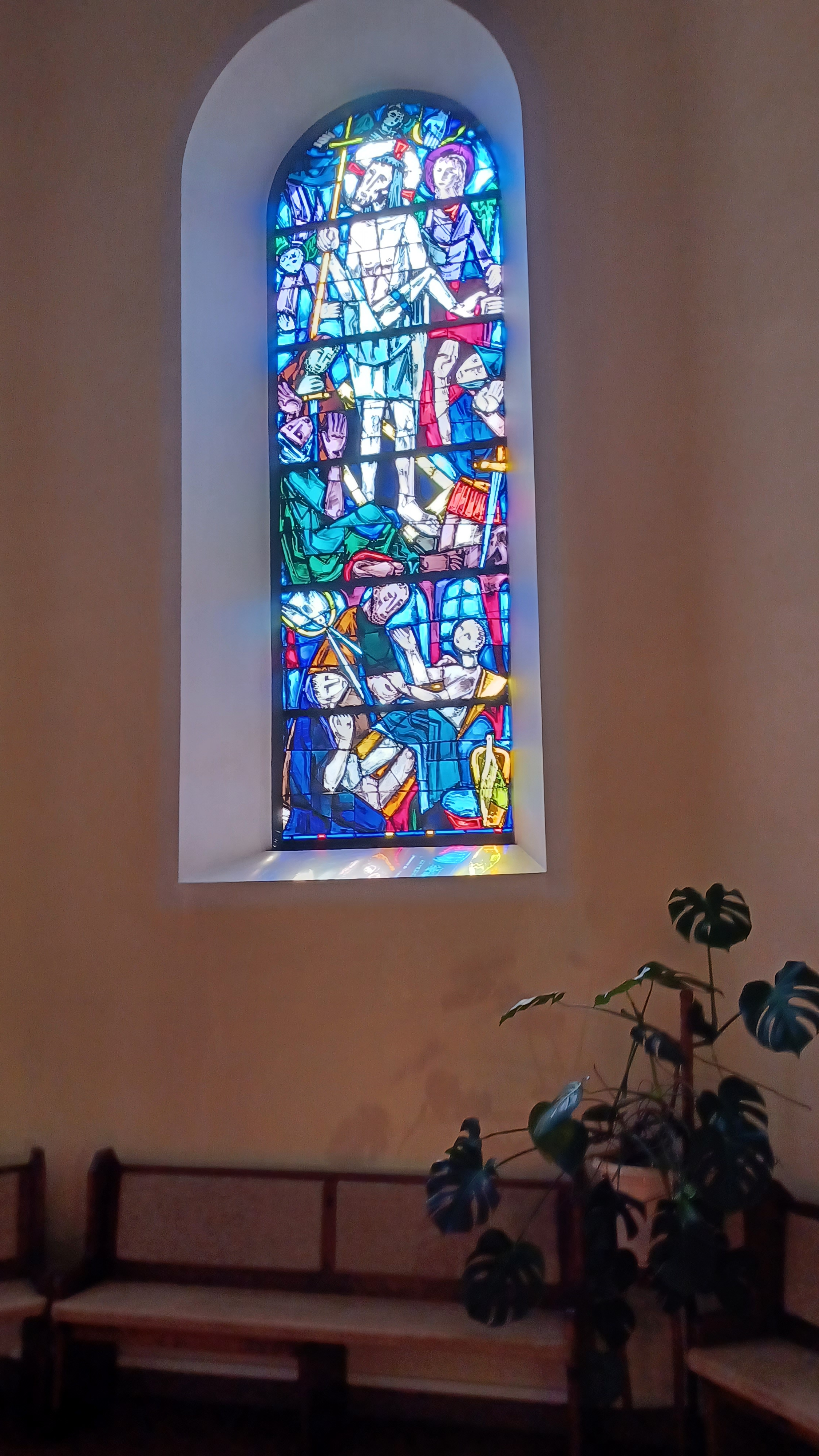

Des fragments de sculptures et des éléments d'architecture, du site de l'époque gallo romaine, furent utilisés pour la construction de la nouvelle église.
L'édifice a été construit en moellons de grès, enduits.
Le bâtiment se compose d'une tour clocher hors-œuvre, d'une nef plafonnée de trois travées, et d'un chœur à une travée droite et abside à trois pans.
On entre dans l'édifice par le clocher porche saillant de plan carré composé de quatre niveaux d'élévation. Le premier niveau de la tour clocher est en pierres de taille.

### Les vitraux

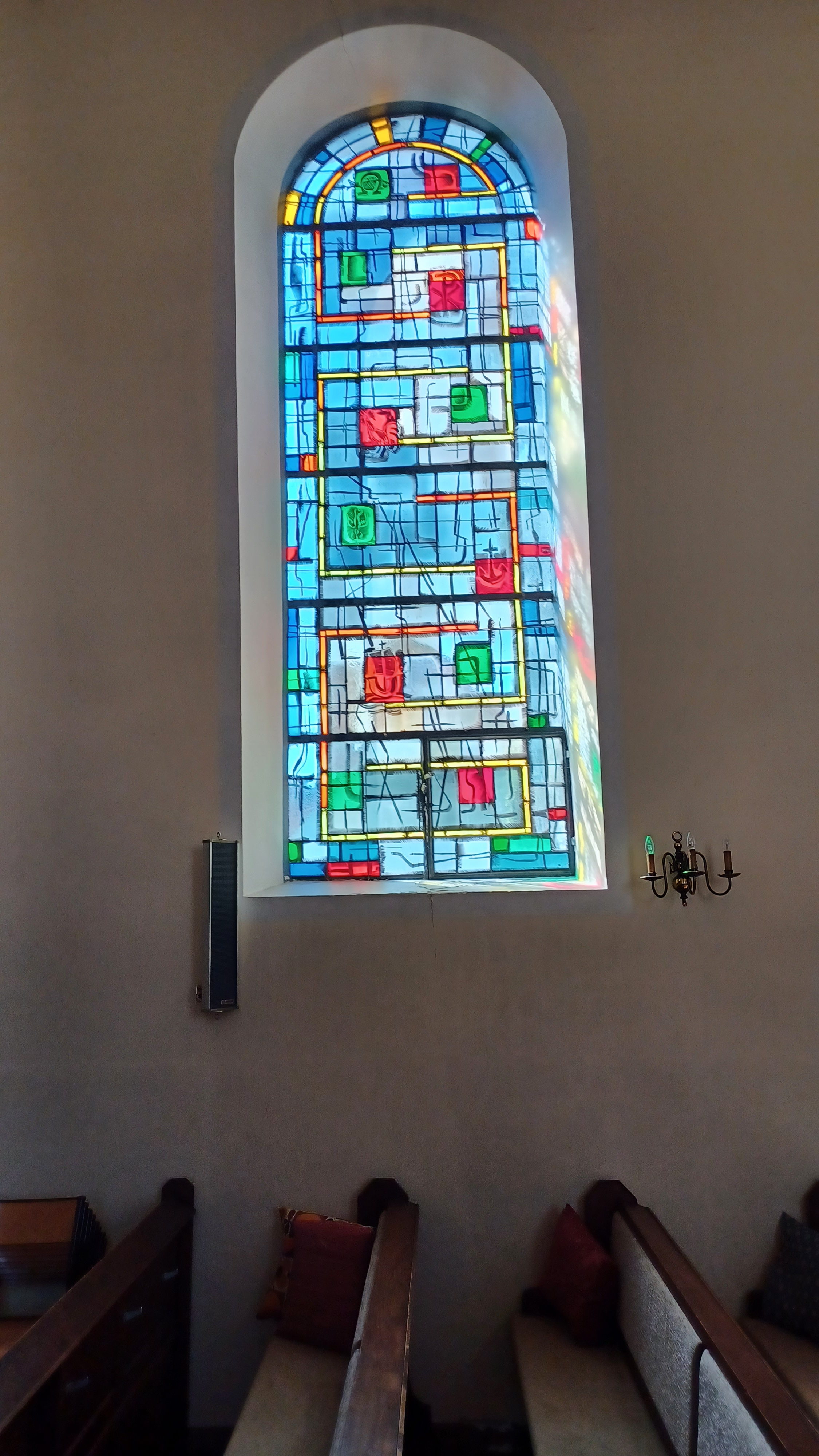
Vitraux de la nef

Les vitraux, de Ernest Werle, sont figuratifs dans le chœur et symboliques dans la nef.

### Mobilier
- Le mobilier de l’église a été partiellement remplacé en 1956 à l’occasion des travaux de restauration.
- l’orgue[10]. Le nouvel instrument, réalisé par les ateliers Richard Dot[11], sous la maîtrise d’œuvre de Marc Schaefert, expert organier[12], a été inauguré sous la présidence du Pasteur Véronique Spinder, le 21 octobre 2001, en présence de François Loos, Philippe Richert, Frédéric Reiss et Claude Muckensturn, maire.
- Les cloches, retrouvées intactes à Wissembourg, alors qu’elles avaient été réquisitionnées en 1940 par les allemands, ont été réinstallées après la guerre[13].

### L'orgue

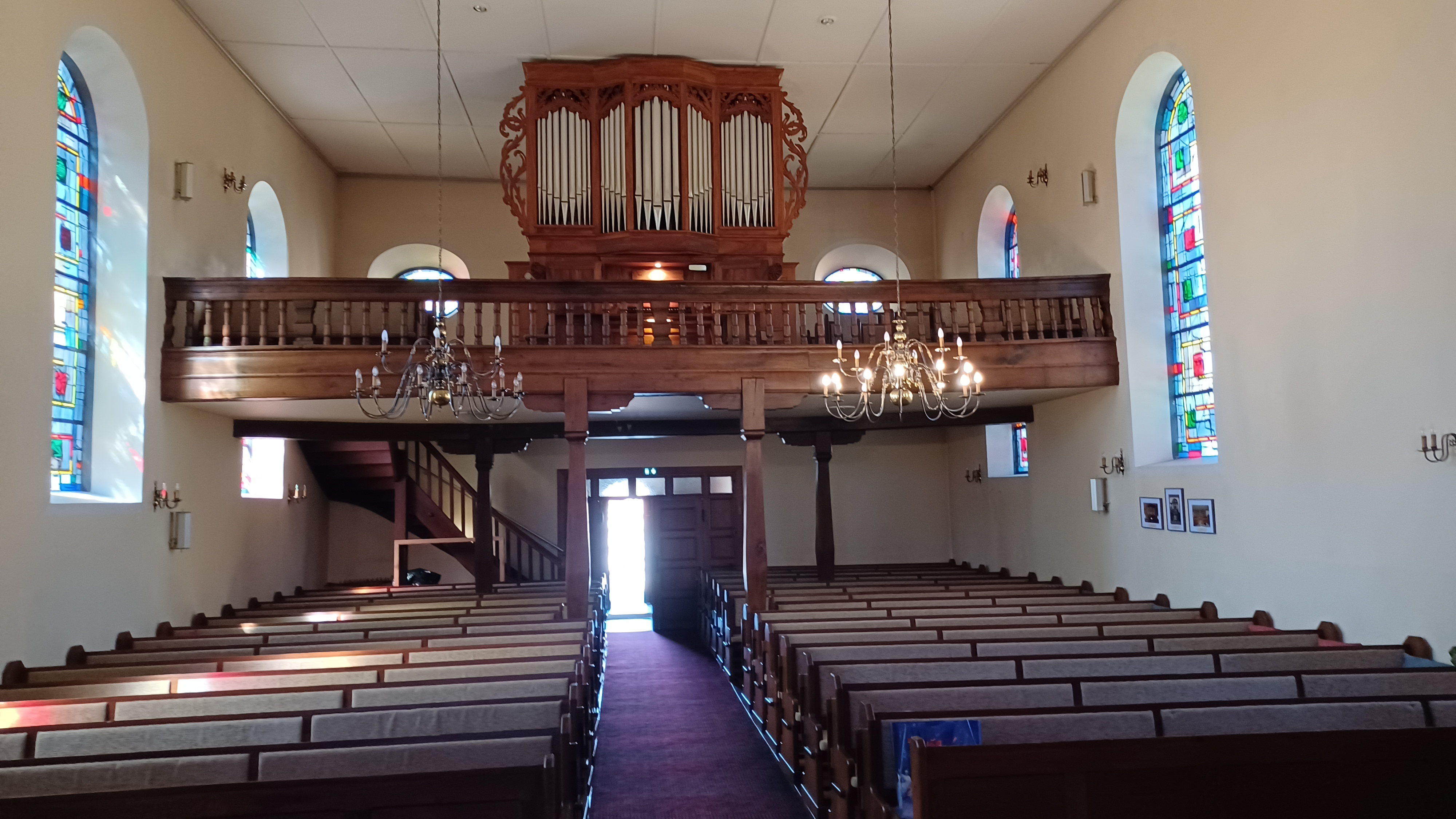
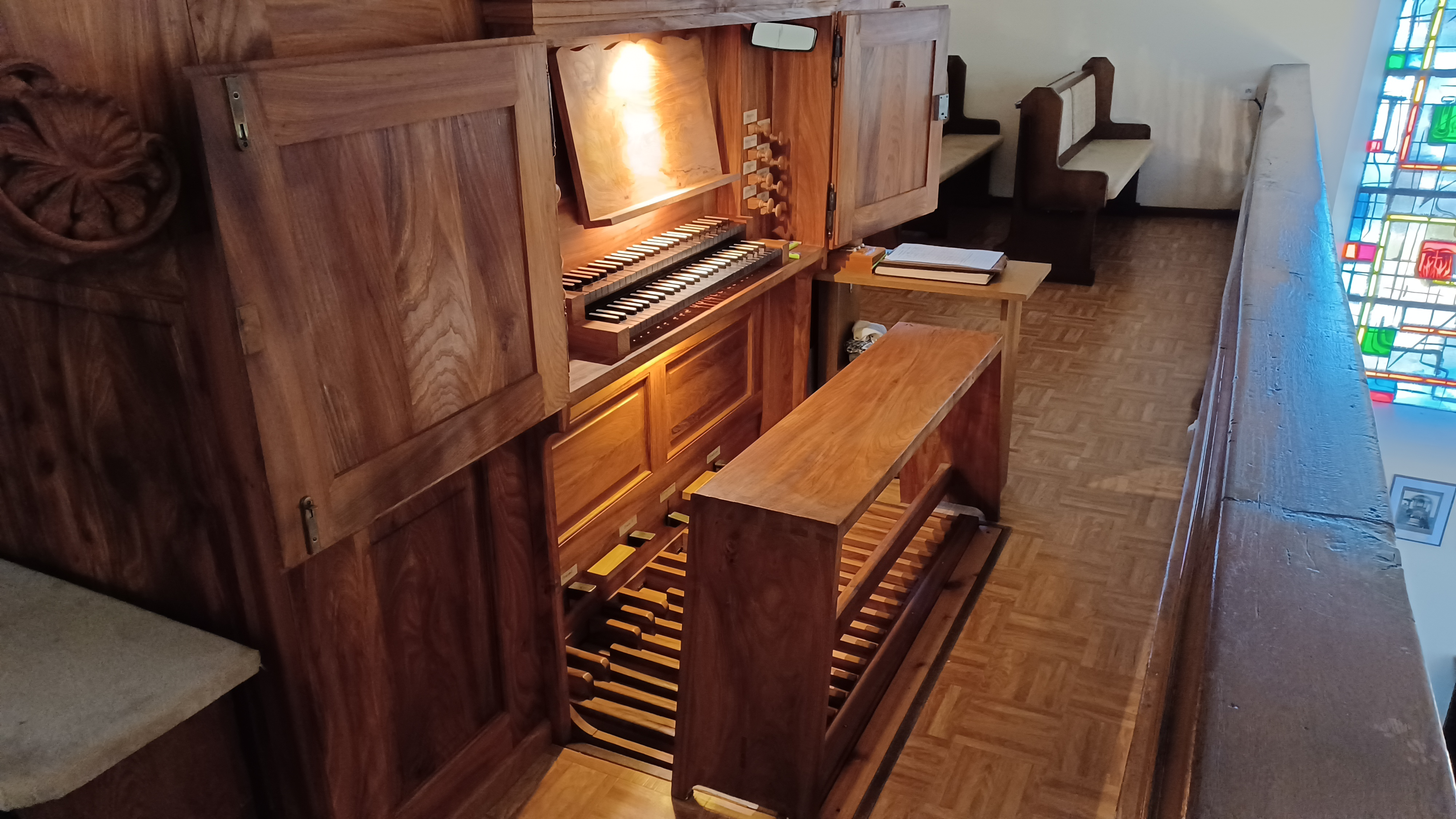

Le nouvel instrument, réalisé par les ateliers Richard Dot, sous la maîtrise d’œuvre de Marc Schaefert, expert organier, a été inauguré sous la présidence du Pasteur Véronique Spinder, le 21 octobre 2001, en présence de François Loos, Philippe Richert, Frédéric Reiss et Claude Muckensturn, maire.

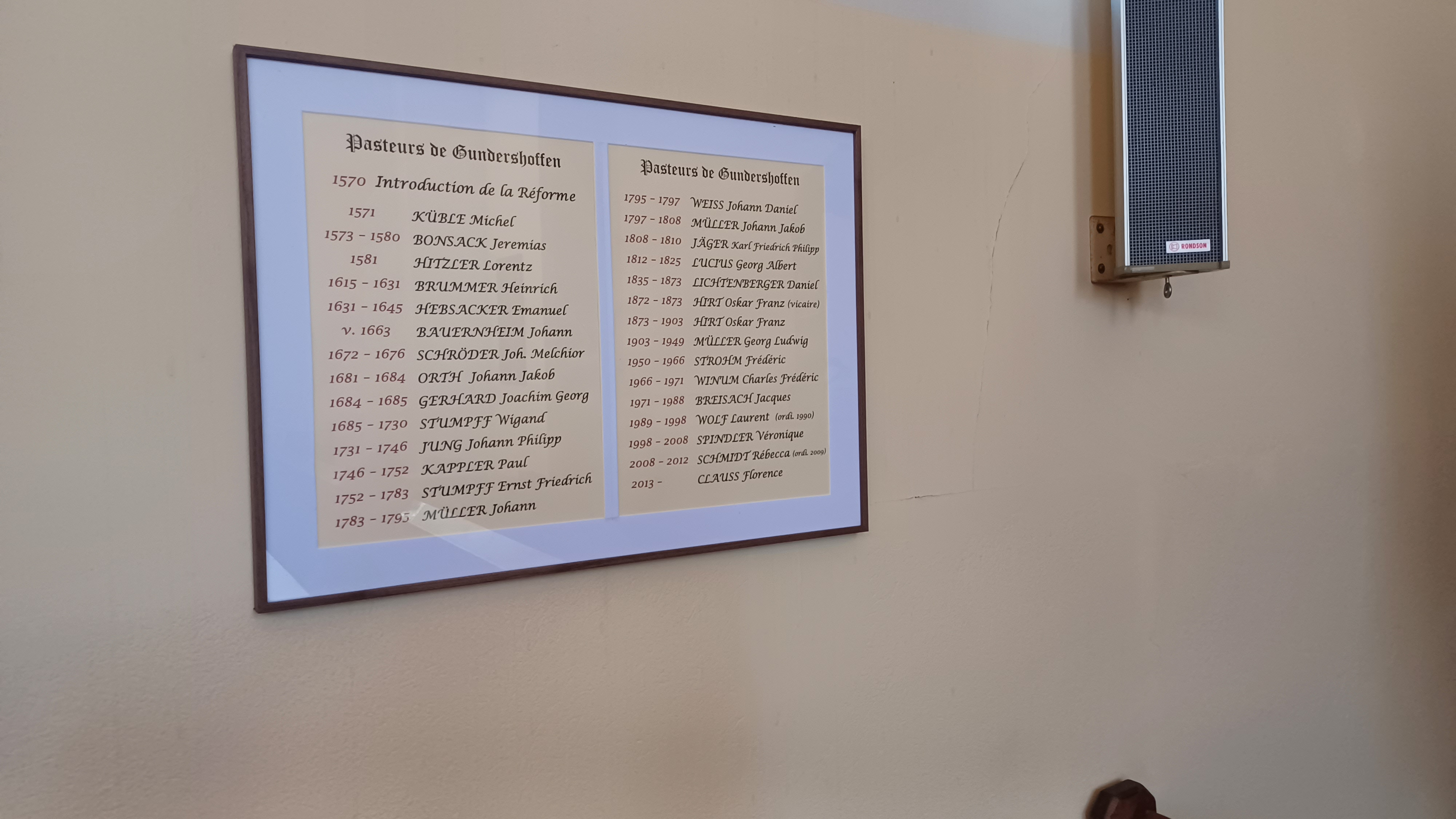
Liste des pasteurs.

## Lespasteursayant officié à Gundershoffen
Voir la liste des pasteurs ayant officié à Gundershoffen, sur Gundershoffen, Eberbach, Griesbach et ses hameaux. Le temps passe... les souvenirs restent, Éditions Carré Blanc. Collection Mémoires de vie, p.67.